# Bernardo Bembo

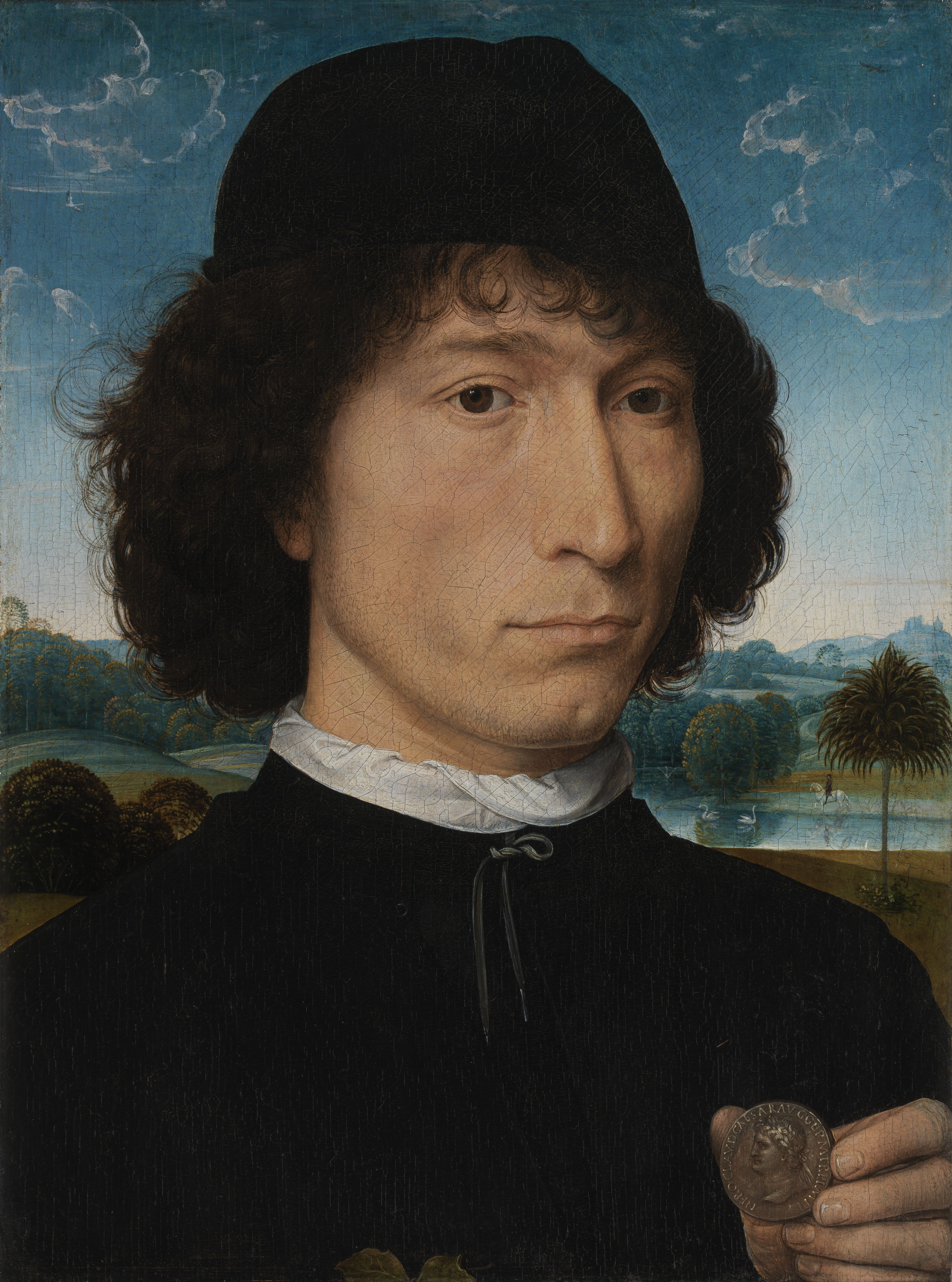
Gemälde von Hans Memling, möglicherweise Bernardo Bembo, Königliches Museum der Schönen Künste (Antwerpen)

Bernardo Bembo (* 19. Oktober 1433; † 28. Mai 1519) war ein prominenter Staatsmann der Republik Venedig und Vater des berühmten Humanisten Pietro Bembo.

## Leben
Über die Jugend Bembos, dessen Vater Nicolò hieß, ist wenig bekannt. Er studierte an der Universität Padua zunächst Philosophie und wurde als Zweiundzwanzigjähriger am 10. November 1455 promoviert. Anschließend absolvierte er dort ein Studium der Rechtswissenschaft und wurde Doktor beider Rechte (des kirchlichen und des weltlichen Rechts). 
Ab 1468 war er öfters für seine Heimatstadt als Gesandter tätig. 1468/69 wurde er mit einer Gesandtschaftsreise an den Hof des Königs Heinrich IV. von Kastilien beauftragt. Im Juli 1471 begab er sich in einer heiklen Mission zu Karl dem Kühnen, dem Herzog von Burgund. Trotz zahlreicher Schwierigkeiten führte er diesen Auftrag mit großem Erfolg aus; im folgenden Jahr schlossen Burgund und Venedig ein Bündnis (Vertrag von Péronne vom 18. Juni 1472). Drei Jahre lang hielt sich Bembo an Karls Hof auf; gegen Ende 1474 kehrte er nach Venedig zurück. Anfang 1475 unternahm er seine erste Gesandtschaftsreise nach Florenz, wo er in den Kreisen der dortigen humanistischen Gelehrten verkehrte und mit dem maßgeblichen Staatsmann Lorenzo il Magnifico aus dem Geschlecht der Medici Freundschaft schloss. Diese Freundschaft erwies sich langfristig als sehr vorteilhaft, denn Bembo machte sich in der Folgezeit seine Stellung als Diplomat zunutze, um von Lorenzo für sich und seine Angehörigen Vergünstigungen – darunter Darlehen – zu erlangen. 1478 wurde er wiederum als Gesandter nach Florenz geschickt und setzte sich nachdrücklich für eine dauerhafte Allianz der beiden Republiken ein. Zu seinen Florentiner Freunden gehörte der berühmte Humanist Marsilio Ficino.
Von 1481 bis 1483 war Bembo Podestà (Oberbürgermeister) der Stadt Ravenna, die damals zum venezianischen Gebiet gehörte. Dort ließ er das Grab Dantes restaurieren.
Nachdem Papst Sixtus IV. am 23. Juni 1483 über die Republik Venedig das Interdikt verhängt hatte, schickte die venezianische Regierung Gesandtschaften an die europäischen Höfe, um ihre Position zu erläutern. Bembo wurde mit einer dieser Missionen betraut; er hatte sich nach England zu begeben. Im Oktober 1488 wurde er zum Podestà von Bergamo gewählt. Dieses Amt übte er von 1489 bis 1490 aus. Von 1502 bis 1503 war er Podestà von Verona.
Neben seiner auswärtigen Tätigkeit im Staatsdienst war Bembo auch innenpolitisch aktiv und übernahm bedeutende Ämter. Ab Oktober 1492 ist er als Mitglied des Senats von Venedig bezeugt. Am 1. Oktober 1469 wurde er erstmals in den Rat der Zehn, eines der wichtigsten Gremien der Republik, gewählt.   
Bembo war in zweiter Ehe mit Elena Marcello verheiratet. Mit ihr hatte er mehrere Kinder, darunter den später berühmten Pietro.